# Bahnhof Hamburg-Tiefstack
Der Bahnhof Hamburg-Tiefstack ist ein Bahnhofsteil an der Bahnstrecke Berlin–Hamburg und wird von der S-Bahn Hamburg bedient. Es verkehrt hier die Linie S2. Der Bahnhof gehört zu den ältesten Betriebsstellen auf Hamburger Stadtgebiet, die heute noch in Betrieb sind.

## Geschichte
Der Bahnhof wurde am 7. Mai 1842 an der Hamburg-Bergedorfer Eisenbahn eröffnet. Er war vorerst ein Bedarfshalt und hieß damals noch Ausschläger Weg, ein Straßenname, den es noch heute gibt, allerdings zwei Kilometer von der heutigen Station entfernt liegt. 
Am 17. Dezember 1907 wurde die Südstormarnsche Kreisbahn eröffnet, von der die Billwerder Industriebahn abzweigte. Tiefstack war der westliche Endbahnhof dieser Strecke, der Bahnhof lag nördlich des Staatsbahnhofes, Eine Übergabe gab es westlich davon. Die Stilllegung dieser Strecke wurde 1951 beschlossen, daraufhin wurde am 15. März 1952 die Strecke für den Personenverkehr stillgelegt und durch Buslinien ersetzt, damit endete die Zeit Tiefstacks als Umsteigebahnhof. Die Züge der Hamburger Marschbahn verkehrten ebenfalls hier vom 1. Oktober 1928 bis zum 1. März 1952, kurz vor der Einstellung des Personenverkehrs der Südstormarnschen Kreisbahn, die meisten Züge endeten ab 1930 sowieso im östlich gelegenen Bahnhof Billbrook.
Am 1. Juni 1958 wurde die Strecke von Berliner Tor bis Bergedorf mit elektrischer Stromschiene in Betrieb genommen, seit diesem Zeitpunkt verkehrt dort die S-Bahn Hamburg. Seit dem 4. Oktober 1959 fahren die Züge bis Altona durch. Am 2. Januar 1967 wurde die Linienbezeichnung „S2“ für die hier verlaufende S-Bahnstrecke eingeführt, die bis heute besteht (zwischenzeitlich gab es hier auch die S21).
Am Anfang der 1990er Jahre wurde die Fernbahnstrecke auf eine eigene Trasse verlegt, der Bahnsteig der S-Bahn wurde im Zuge dessen nördlich verlegt. Damit endete auch der Betrieb des dortigen Bahnhofskiosks namens „Zum Tiefstacker“.

## Aufbau und Lage

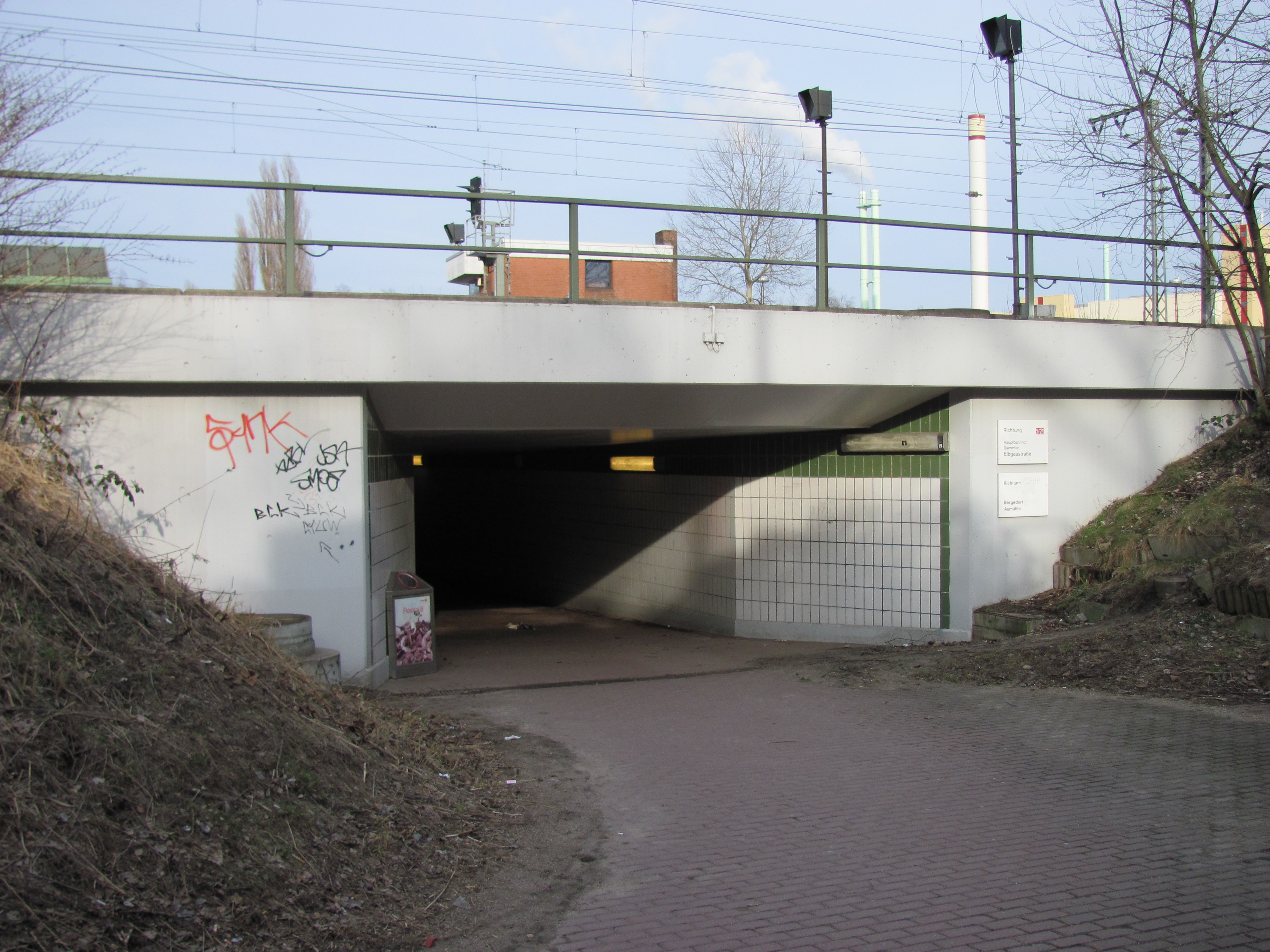
Zugang zum Bahnhof

Der Bahnhof verfügt über einen Mittelbahnsteig in normaler Höhe. Der Bahnsteig hat keine Überdachung und hat eine Länge von ca. 210 m. Es gibt zwei Zugänge, die beide mit einer Unterführung verbunden sind. Der eine führt zur Ausschläger Allee, wo es eine Bushaltestelle sowie eine Station von StadtRAD Hamburg gibt. Der andere führt in eine Grünfläche. Nördlich des Bahnhofs befindet sich ein Betriebswerk der Nordbahn Eisenbahngesellschaft auf dem Gelände des ehemaligen Rangierbahnhofes der Billwerder Industriebahn, östlich überbrückt die Bahntrasse den Tiefstackkanal.
Wie auch die meisten anderen S-Bahnhöfe verfügt dieser über Sitzbänke, Uhren, Fahrkartenautomat, LCD-Monitore und eine SOS-Säule. Bis zur westlichen Nachbarstation Rothenburgsort sind es ca. 1,35 km, bis zur östlichen Nachbarstation Billwerder-Moorfleet sind es ca. 2,5 km.
Der Bahnhof ist mit einem Aufzug sowie einem Bodenleitsystem barrierefrei erreichbar. Es befindet sich hier außerdem eine Park-and-Ride-Anlage mit 43 Stellplätzen sowie eine Bike-and-Ride-Anlage mit 8 Stellplätzen.

## Verkehr
Es verkehrt hier die Linie S2 der S-Bahn Hamburg in einem 10-Minuten-Takt in der Normalverkehrszeit und in einem 5-Minuten-Takt in der Hauptverkehrszeit. 2018 gab es montags bis freitags am Bahnhof rund 4300 Ein- und Aussteiger.
| Linie | Verlauf |
| ----- | --- |
| S 2   | Altona – Holstenstraße – Sternschanze – Dammtor – Hauptbahnhof – Berliner Tor – Rothenburgsort – Tiefstack – Billwerder-Moorfleet – Mittlerer Landweg – Allermöhe – Nettelnburg – Bergedorf – Reinbek – Wohltorf – Aumühle |

Südlich des Bahnhofs befindet sich eine gleichnamige Bushaltestelle, an der zahlreiche Buslinien halten: 3, 119, 120, 122, 124, 224 und 602. Für weitere Informationen siehe Busverkehr in Hamburg.